# Gucci
Gucci és una marca italiana dedicada al disseny i a la fabricació d'articles de moda, rellotges, perfums, etc. Actualment, Gucci és una de les marques italianes més venudes. L'any 2013 fou reconeguda com la marca més valuosa i obtingué la posició número 38.
Va ser fundada el 1921 per l'artesà Guccio Gucci en un petit taller de Florència. Després de l'obertura de diferents sucursals a Itàlia, el 1947 va aparèixer per primera vegada el conegut símbol de Gucci, compost per dos arcs units. En els anys posteriors a la mort del seu creador (1953), la marca va aconseguir grans èxits i es va expandir per tot el món. A partir de la dècada de 1990, la marca va tornar a ser cobejada després dels èxits del nou director creatiu, Tom Ford. No obstant això, les diferències entre els hereus van provocar una greu crisi al grup, que va conduir a la seva venda el 1999. Avui forma part de la multinacional Pinault-Printemps-Redout (PPR) S.A., actualment coneguda com a Kering, dedicada a la venda d'articles de luxe. L'any 2003, el grup Gucci va tenir unes vendes superiors als 2.580 milions d'euros, i en 2019 de 9.600 milions d'euros.

## Història

### Família Gucci
La firma Gucci fou creada l'any 1921 per Guccio Gucci (1881-1953), un jove florentí impressionat pel luxe. Per motius desconeguts, Guccio es va traslladar a París i seguidament a Londres, on treballà com a cap de cambrers a l'Hotel Savoy. L'any 1920, va retornar a Itàlia on, tan sols un any més tard, va obrir una botiga a la seva ciutat natal, basada en el tractament artesanal del cuir. La seva manera de treballar aquest material, que aconsegueix bons acabats i una alta qualitat del producte, va portar a l'èxit la -fins aleshores- petita empresa. Les seves peces emblemàtiques foren bosses de mà, cinturons tricolor i els mítics mocassins. Durant els primers anys, la seva clientela es componia de genets que li compraven accessoris de cuir. A mesura que la seva clientela va augmentar en sofisticació, les seves línies de productes augmentaren també en qualitat. Així, Guccio s'introduí en la venda d'equipatges de luxe i es va convertir en l'equivalent de la firma Louis Vuitton a França.
Poc després, amb l'ajuda de tres dels seus fills, Aldo, Vasco i Rodolfo, Guccio inicià l'expansió de la seva companyia obrint sucursals a Milà i Roma, a banda de la botiga que ja tenia a Florència, situada a la Via della Vigna Nuova. Aldo va crear el logo de Gucci, que fou reconegut com a símbol de delicadesa, luxe, qualitat i sofisticació. Després de la Segona Guerra Mundial, la marca inicià la seva internacionalització establint una sucursal a Nova York. En aquells moments dels anys cinquanta i seixanta, la jet set i l'star system de Hollywood embogia amb la G de Gucci. Aquest fet contribuí a convertir la marca en un símbol del luxe a escala mundial.
Tanmateix, en els anys vuitanta, algunes tensions familiars internes i l'expansió despersonalitzada de l'empresa a escala mundial van conduir Gucci a la pèrdua d'influències i de capital econòmic. Quan Rodolfo, un dels fills de Guccio, que fou el responsable de la globalització del seu logo, morí l'any 1983, el seu fill Maurizio va prendre el control de la companyia. Finalment, Maurizio va vendre Gucci l'any 1993 a la firma Investcrop, poc abans de morir assassinat per la seva pròpia muller. Gucci fou posada al dia per Dawn Mello, quan l'any 1994 aconsellà al president i director general, Domenico de Sole, que contractés Tom Ford per ocupar-se de la direcció artística.  

### Dawn Mello
Dawn Mello, presidenta de Bergdorf Goodman, posseeix un instint notable per a la predicció de tendències. Un dels majors objectius de la seva vida fou captar i ajudar a créixer els joves dissenyadors i convertir-los en estrelles. Dawn va ser Vicepresidenta Executiva de Bergdorf Goodman des de 1984 fins al 1989, vetllà per la moda, la imatge, el marxandatge i la reincorporació de Bergdorf com el principal detallista de moda de luxe als EUA. En 1989, Dawn Mello va ser reclutada per Maurizio Gucci per realitzar el mateix per a la seva companyia homònima a Milà. Una marca de passat gloriós com Gucci havia deixat de ser rellevant en el seu sector. Dawn fou qui descobrí Tom Ford i va ser responsable d'un dels ressorgiments amb més èxit d'una marca de moda de luxe. Posteriorment, Dawn va ser cridada a tornar als EUA i assumí el càrrec de President de Bergdorf Goodman el 1994.

### Tom Ford

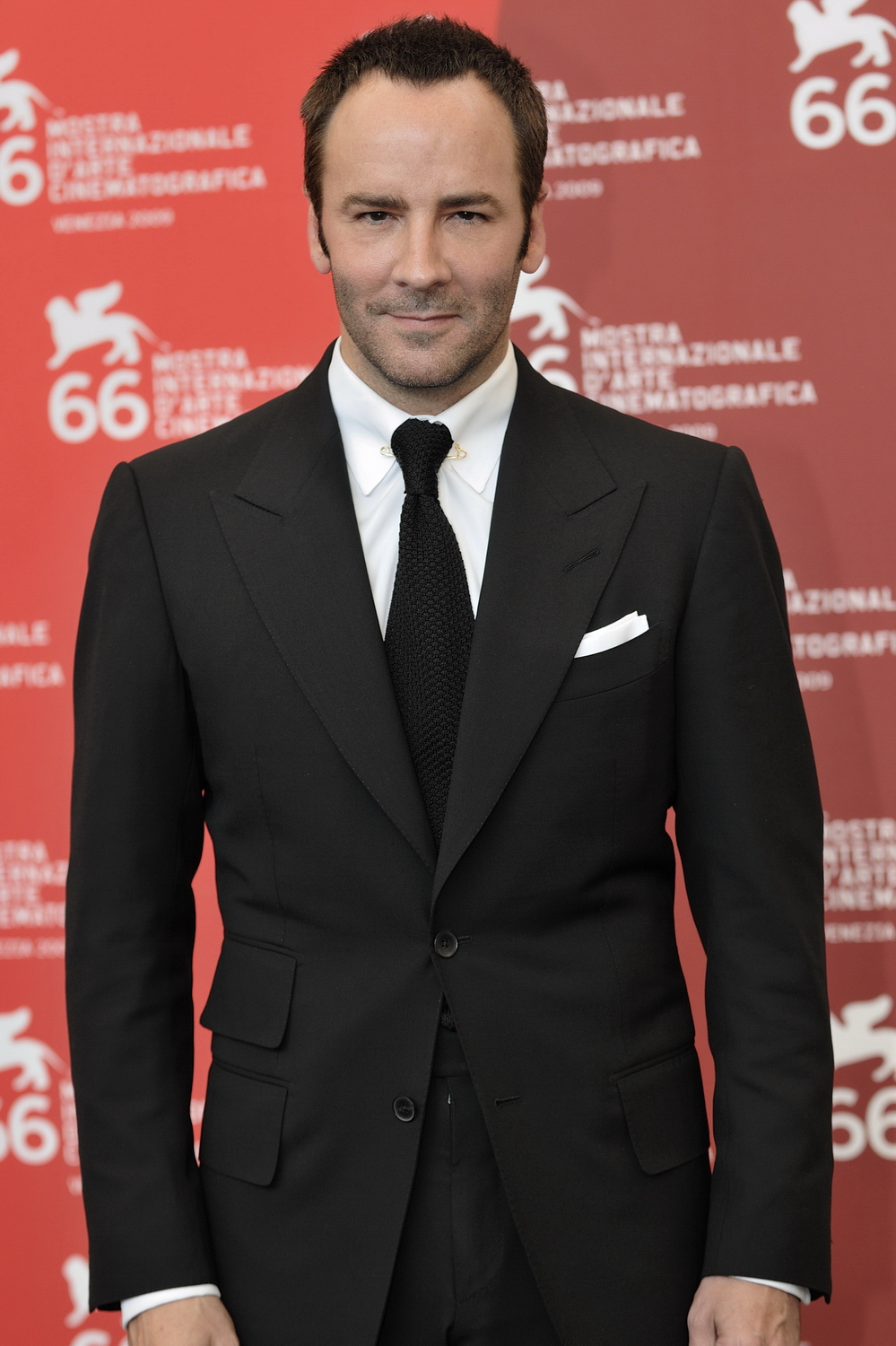
Tom Ford en el 2009

Tom Ford, originari de Santa Fe (Texas), fou un desconegut que va revolucionar tot l'univers Gucci. Proposà col·leccions elegants i sorprenents, línies de productes que les anomenades "víctimes de la moda" es disputaven, perfums per a homes i dones..., tot en campanyes publicitàries amb alt contingut eròtic. Tom Ford identificà i homogeneïtzà una producció global. A partir de 1995 l'empresa Gucci cotitzà en borsa, i l'any 1999 es fusionà amb Kering (Pinault-Printemps-Redoute) per construir una immensa societat.
Ford, aquell jove desconegut, en poc temps deixaria petjada en la història de la firma i esdevindria un dels dissenyadors més importants i amb més renom de la seva marca. Amb el suport de Dominico de Sole, l'americà impulsà un nou paradigma i retornà la mirada a la Nova York dels anys setanta, quan la ciutat era un destí de metròpolis i el mític Studio 54, la seva base militar general.
La seva cèlebre col·lecció de tardor-hivern de l'any 1995, composta per pantalons de vellut cenyits al maluc i bruses de seda amb escots fortament pronunciats, va deixar de banda aquella estètica més grunge i minimalista que quedaria desterrada per la nova línia de dona que ell proposava. Madonna, durant l'entrega dels MTV Music Awards del 1995, va fer famós Tom Ford gràcies a la pregunta sobre el seu estilisme: ella contestà amb entusiasme que era de Gucci. Gràcies a això, Gucci creà una nova estratègia que, amb Ford al capdavant de la marca, quedava definida: peces de roba amb un gran component sexual, que posaven èmfasi en la creació d'un nou perfil de dona que estava disposada a dormir als matins però a brillar a les nits.
Però Ford no es limità a retornar la firma a les més altes esferes. Juntament amb Domenico de Sole, van construir un sòlid conglomerat basat en l'adquisició de YSL, McQueen, Stella McCartney i en la rehabilitació de Balenciaga i Bottega Venneta. Seves foren les decisions de posar al capdavant d'aquestes dues firmes Nicolas Ghesquière, en el primer cas, i Tomas Maier en el segon. El seu regnat però, culminà sobtadament l'any 2004 quan va decidir marxar de Gucci, poc després que el grup fos adquirit per la companyia Kering.

### John Ray
John Ray va néixer a Escòcia, on va passar la major part de la seva infància. Persona de talent creatiu, va estudiar disseny gràfic i publicitat. L'any 1986, el seu interès per la moda el va portar a perseguir una nova meta i va entrar a estudiar a la Central Saint Martins College of Art and Design. El 1989, Ray es va matricular a la Royal College of Art, on va obtenir un mestratge en roba d'home. Allà va perfeccionar les seves habilitats de costura i va desenvolupar una especial atenció al detall i a la qualitat.
Com a complement dels seus estudis, l'any 1992, Ray es va unir a l'equip creatiu de Katharine Hamnett com a assistent, i amb el pas del temps va ascendir a la posició de cap de disseny de roba d'home. El 1996 es va incorporar a Gucci com a consultor de roba masculina sota la direcció creativa de Tom Ford. El 2001 va ser nomenat vicepresident de roba d'home i el març de 2004 va ser nomenat director creatiu d'aquesta secció.
Ray viu i treballa a Londres, i es descriu a si mateix com una persona molt reservada. El seu estil personal és clàssic i modern, amb un toc d'excentricitat britànica. Ray té un agut sentit del luxe que s'expressa sense excepció en tots els seus dissenys. Amb 42 anys fou designat successor de Tom Ford en la línia masculina de Gucci, posició que va ocupar durant vuit anys. Posteriorment, Ford, sota la direcció de Ray, creà una col·lecció per a la temporada d'estiu 2005 en solitari, en la qual posava també èmfasi en els brodats i en l'erotisme.

### Frida Giannini
La tercera edat daurada de Gucci arribà després de Tom Ford i de la ràpida partida d'Alessandra Faccinetti per Frida Giannini, fins aquest moment encarregada de dissenyar els complements de la firma, que serà nomenada dissenyadora de la col·lecció prêt-à-porter i directora creativa de la col·lecció d'home, com a substituta de John Ray. Filla de pare arquitecte i de mare professora d'història de l'art, Frida va néixer a Roma l'any 1972. Estudià disseny de moda al Rome’s Fashion Academy. Una vegada finalitzats els seus estudis, l'any 1997 s'inicià en el món laboral per a la marca Fendi, però fou fins a l'any 2002 que s'incorporà a Gucci com a directora del departament de bosses de mà i sabates, i l'any 2004 també en el d'accessoris. Un any més tard, la dissenyadora va passar a encarregar-se també del departament de prêt-à-porter de dona, responsabilitat que va compaginar amb la que exercia en la secció d'accessoris.
Giannini és una dissenyadora italiana que ha suavitzat la imatge agressivament sexy que caracteritzava la noia Ford dels anys 90, però mantenint aquesta essència; defensa que, per descomptat, una dona Gucci sempre serà sexy però prenent una perspectiva més contemporània i actual (en aquells instants el que es considerava sexy estava més estretament lligat a la seguretat i a la intel·ligència). També canvia els clàssics colors negres de Tom per l'aplicació de color i d'estampats, ja que considera que l'agressivitat sexual és vulgar. Frida defensa que seria un error crear les col·leccions pensant només en les celebritats, perquè hi ha moltes més dones que vesteixen de Gucci i, per a ella, això és el més important.
Actualment, el compromís de la firma amb l'excel·lència segueix endavant, de la mà de la directora creativa Frida Giannini, que ha enriquit la marca amb una oferta de bosses de mà, sabates i col·leccions de moda aclamades per la crítica, a més de roba infantil i petits articles de marroquineria, joies, perfums i altres articles d'estil atemporal. Cada peça Gucci porta implícit el valor de la qualitat artesana i el disseny incomparable d'un segle d'història.

#### Línia Infantil
L'executiu en cap de Gucci Ryan Christina Aris va revelar que Gucci llançaria al mercat, a partir del 2010, una nova línia infantil, amb la qual pretenia vestir els més menuts amb l'essència que caracteritza la marca i sense perdre l'esperit juvenil dels més petits de la casa. Per llançar aquesta línia infantil es va comptar amb Frida Giannini, que en va ser la directora creativa. La col·lecció només es pot trobar a Itàlia i a 40 botigues d'arreu del món. La directora creativa ha intentat transmetre l'aire fresc, la feminitat i l'enfocament contemporani que la caracteritzen, i ha estat molt admirada per saber portar a les peces que crea tota la perspectiva i experiència que ha obtingut en el transcurs de la seva carrera.

## Evolució de la marca

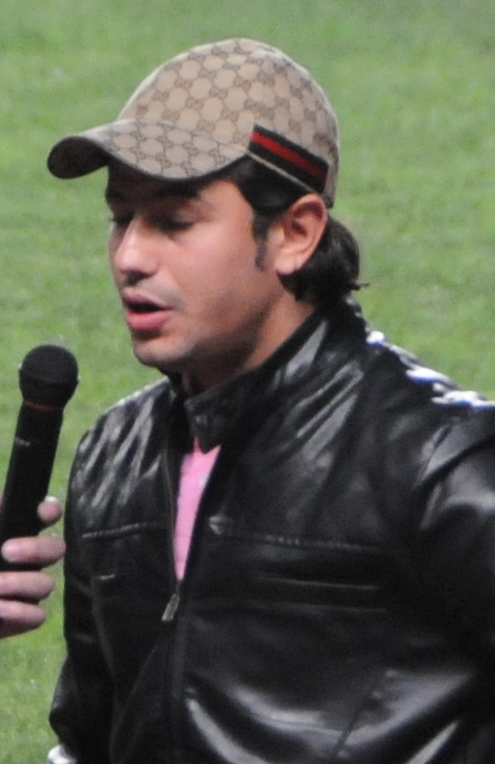
El futbolista Amir Akrout amb gorra amb la trama distintiva verda-vermella-verda de Gucci

### Anys 20
L'any 1921 Guccio Gucci obre una empresa de marroquineria i una botiga d'articles d'equipatge a la seva Florència natal. Tot i que la seva visió de la marca fou inspirada per Londres i per l'estètica refinada de la noblesa anglesa que havia observat quan va estar treballant a l'Hotel Savoy, la seva fita era tornar a Itàlia per incorporar aquesta elegant sensibilitat al seu país.

### Anys 30
Afortunadament, Guccio aconseguí que amb pocs anys d'existència la marca obtingués un gran èxit. Molts clients italians de Guccio eren genets aristocràtics locals i la seva demanda d'equipatge per muntar portà Gucci a desenvolupar la seva singular icona del mos ("horsebit"), símbol perdurable de la casa de moda i de la seva estètica del disseny cada vegada més innovadora.

### Anys 40
Davant la falta de materials estrangers durant els complicats anys de la dictadura feixista a Itàlia, Gucci començà a experimentar amb materials com el lli, el jute o el cànem. Una de les innovacions més refinades dels seus artesans fou la utilització de la canya polida per a crear la nansa de la bossa de mà "Bamboo Bag", inspirada en la sella de muntar. La necessitat és la mare de tota invenció, i el bambú es convertí en el primer de molts productes icònics de Gucci. La bossa de mà amb la nansa polida fou el producte estrella entre la reialesa i els famosos, i avui continua sent un dels preferits.

### Anys 50
Durant la dècada dels anys cinquanta, Gucci trobà de nou la inspiració eqüestre en la trama distintiva verda-vermella-verda, que sorgí de la cinta de la sella de muntar tradicional. Es convertí en un èxit instantani i passà a ser un dels elements més reconeguts de la marca. Gucci començà a crear la seva presència a escala mundial com a símbol de luxe modern obrint les seves botigues a Milà i Nova York.
El horsebit forma part del vocabulari de Gucci a partir dels anys 50, quan va començar l'època de les bosses de mà de cuir natural amb repunt. Des d'aleshores, el horsebit s'ha utilitzat com a complement metàl·lic, luxosament esbossat en el relleu, o imprès en pell girada i vellut, en el patró estampat sobre seda o esculpit en elements d'alta joieria.
Guccio Gucci va morir el 1953. Després de la seva mort, els seus quatre fills, Aldo, Basc, Ugo i Rodolfo, continuen el negoci.

### Anys 60
Els productes Gucci van adquirir ràpidament un gran renom pel disseny clàssic que els caracteritzava. Foren molt apreciats per artistes icònics i figures d'elegància de la jet set del moment. Jackie Kennedy portava la bossa de mà penjada de l'espatlla i per aquest motiu, avui dia és conegut com la bossa "Jackie". Liz Taylor, Peter Sellers, Samuel Beckett són altres exemples de personatges coneguts que utilitzaven aquesta bossa. Els mocassins clàssics amb la peça "Horsebit" ràpidament van esdevenir part de la col·lecció permanent del Costume Institute del Metropolitan Museum of Art de Nova York. A mitjans dels anys seixanta, Gucci adaptà el llegendari logotip de la doble G, i creà una altra insígnia renovant la visualització de la marca. Gucci seguia augmentant la seva popularitat obrint sucursals a Londres, Palm Beach, París i Beverly Hills. Paolo, el fill d'Aldo i net de Guccio, dissenyà la primera col·lecció "prêt-à-porter" per Gucci.

### Anys 70
Gucci seguia expandint-se globalment, fidel a les aspiracions originals d'Aldo Gucci (fill de Guccio), que ara apuntaven a l'Extrem Orient. S'obriren botigues a Tòquio i a Hong Kong. L'empresa va desenvolupar les seves primeres col·leccions de vestir amb camises estampades amb el seu símbol característic GG i abrics amb vores de pell i botons. La marca esdevingué famosa per la seva exclusiva fusió d'audàcia innovadora, qualitat i artesania italianes llegendàries. Les icones de Gucci es van reinventar en noves formes i colors, cremant el logotip GG en peces de pell girada, utilitzant materials cada vegada més luxosos com abrics de cocodril amb sivelles de cap de serp de plata de llei. L'any 1977 la botiga principal de Beverly Hills es va modernitzar amb una Galeria Gucci privada, on persones VIP com Rita Hayworth o Michael Jackson podien escollir les bosses de mà valorades per més de 10.000 dòlars. Aquestes bosses eren decorades amb cadenes desmuntables d'or i diamants que desbordaven un luxe extrem.

### Anys 80
L'any 1981, Gucci va organitzar la seva primera desfilada a la passarel·la de Florència. L'any 1982, l'empresa esdevingué una societat anònima i passà a càrrec del fill de Rodolfo, Maurizio Gucci, subscriptor del 50% de les accions de l'empresa. Rodolfo, el responsable de la globalització del logo de la marca, morí l'any 1983, i Maurizio prengué el control de la companyia.
Però tensions familiars internes i l'expansió despersonalitzada a escala mundial van conduir Gucci a la pèrdua d'influències i de capital econòmic. L'any 1987, Inverstcorp, una societat d'inversors amb seu a Bahrein propietat del grup PPR, va iniciar la compra d'un paquet d'accions de Gucci. L'any 1989, Dawn Mello, directora dels grans magatzems de Nova York Bergdorf Goodan, es va convertir en una persona indispensable quan fou contractada per començar la recuperació de la marca.

### Anys 90
Finalment, Maurizio va vendre la seva participació de Gucci l'any 1993 a la firma Investcrop, poc abans de morir assassinat per la seva pròpia muller.
Gucci fou posada al dia per Dawn Mello, qui l'any 1994 aconsellà al president i director general, Domenico de Sole, que contractés Tom Ford per ocupar-se de la direcció artística.
Tom Ford esdevingué el director creatiu de Gucci l'any 1994 i va capgirar l'essència de la marca, i la va convertir en un símbol atrevit i provocatiu que de mica en mica es faria popularment conegut entre els famosos i el món de la moda. Els talons d'agulla i els vestits de seda amb complements de peces metàl·liques es van convertir en icones instantàniament reconegudes en la visió glamurosa de Tom Ford. La marca va tornar a ser un objecte cobejat. Domenico de Sole fou nomenat director executiu l'any 1995 i Gucci protagonitzà la transformació en una societat anònima.
Gucci fou escollida “Empresa Europea de l'any 1998” per a la Federació de la Premsa de Negocis Europea pel seu rendiment econòmic i financer, visió estratègica i qualitat de gestió. Però les diferències entre els hereus van provocar una greu crisi al grup que el va conduir a la venda del 42% de les seves accions el 1999 a la multinacional Pinault-Printemps-Redout (PPR) S.A., actualment coneguda com a Kering, dedicada a la venda d'articles de luxe. Gucci passa de ser una empresa amb una sola marca a ser un grup de marques de luxe.

### 2000
Frida Giannini, l'anterior directora creativa d'accessoris, fou nomenada directora creativa exclusiva l'any 2006. Després d'explorar la rica herència de Gucci i les seves incomparables capacitats artesanes, Frida Giannini creà una visió única fusionant el passat i el present; la història i la modernitat de la marca. Es reinventen accessoris i complements que es converteixen en icones clau de la firma en un nou i fresc estil, com "Flora", "La Pelle Guccissima", "New Jackie" i "New Bamboo".
L'any 2003, el grup Gucci va tenir unes vendes superiors als 2.580 milions d'euros.
Gucci és reconeguda en l'índex 2007 de l'empresa Nielsen com la marca de luxe més desitjada mundialment.

### 2010
Gucci segueix centrant la seva atenció en el reforçament dels valors en els quals s'ha basat la seva envejable reputació durant els gairebé 90 anys d'història: exclusivitat i qualitat, modernitat i tradició, innovació i artesania, tendència i sofisticació. A principis de la nova dècada, la Casa Florentina va posar en funcionament dos importants projectes que compartien una filosofia comuna de respecte i atenció als altres: un programa ecològic mundial per reduir l'impacte mediambiental i el llançament de la primera col·lecció infantil de Gucci.
El desembre de 2014, Marco Bizzarri va ser nomenat conseller delegat de Gucci per revertir la caiguda de vendes donant un nou impuls a la marca, i en gener de 2015 va nomenar Alessandro Michele director creatiu, revivint els clàssics com el logotip de la doble G, la bossa Jackie O i va crear productes emblemàtics com la bossa de mà Dionysus. Amb una roba masculina feminitzada, una forta postura feminista i un estil 'geek-chic', Alessandro Michele va introduir un accessori postgènere per a Gucci. El setembre de 2016, Gucci va inaugurar el Gucci Hub, la seva nova seu de Milà construïda a l'antiga fàbrica aeronàutica Caproni. El juliol de 2017, Gucci va anunciar el llançament de Gucci Décor, la primera vegada que la marca es va provar en el segment de la decoració de la llar i en abril de 2018 va inaugurar l'ArtLab, un centre d'innovació de 37.000 metres quadrats als afores de Florència on es desenvolupen i es posen a prova nous articles de pell, calçat, nous materials, ferreteria metàl·lica i embalatges. El novembre de 2018, Gucci va obrir la Gucci Wooster Bookstore a Nova York, una botiga de 2.000 llibres comissariada pel fundador de Dashwood Books David Strettell. L'abril de 2019, la companyia va llançar Gucci 9, una xarxa de 500 empleats de 6 centres de trucades a tot el món per oferir un servei al client de gamma alta. Gucci també va reviure la seva col·lecció de maquillatge i va llançar la seva primera col·lecció de joieria fina. El 2019, les vendes de Gucci van arribar als 9.600 milions d'euros.

## Kering
Kering és un grup d'empreses comercials franceses, anteriorment coneguda com a PPR (Pinault-Printemps-Redoute) creades per l'empresari milionari François Pinault. Desenvolupa la comercialització d'un conjunt de marques mundials de luxe distribuïdes per 120 països. Els títols de Kering cotitzen en la borsa Euronext de París i el grup segueix creixent i desenvolupant els seus negocis a través de marques amb una elevada reputació. A mitjans de la dècada de 1990, PPR va entrar en el sector al detall i es va convertir en un líder reconegut. Kering va marcar una nova etapa en el seu desenvolupament amb la compra del 42% de Gucci Group NV el 1999.
L'any 2001, Gucci Group adquireix Bottega Veneta i Balenciaga i signa acords de col·laboració amb Stella McCartney i Alexander McQueen. PPR aprofita per elevar la seva participació en el Grup Gucci al 53,2%. L'any 2002 el grup torna a elevar la seva participació en el Grup Gucci al 54,4%, en l'any 2003 la puja fins al 67,6% i, finalment, l'any 2004 la seva participació en el Grup Gucci arriba fins al 99,4% després d'una oferta pública d'adquisició.

## Marques
El grup Gucci manté interessos comercials i representació societària en les següents marques:
En moda
- Gucci (100%)
- Yves Saint-Laurent (100%)
- Sergio Rossi (100%)
- Bottega Veneta (78,5%)
- Alexander McQueen (51%; en perfums, el 100%)
- Stella McCartney (50%; en perfums, el 100%)
- Balenciaga (91%)

En perfums
- Roger & Gallet
- Boucheron (també joieria i rellotges)
- Ermenegildo Zegna
- Oscar de la Renta
- Van Cleef & Arpels
- Fendi
- Armani

En rellotges
- Bedat & Co (85%)

## Peces emblemàtiques

### Mocassí Horsebit
En homenatge al 60è aniversari dels seus llegendaris mocassins, Gucci presenta la col·lecció de 1953 per homes i dones. La directora creativa Frida Giannini concep una atrevida combinació de colors i materials, així com un nou disseny amb ornament.
Aquest mocassí posseeix un disseny tubular únic. La seva fabricació requereix un ampli coneixement pel fet que el disseny no té plantilla i la sabata esdevé lleugera, flexible i còmoda. Els artesans de Gucci fa dècades que empren aquest mètode tradicional i el transmeten de generació en generació, però és el 1953 quan aquest mocassí es troba disponible en diferents tons i materials, realitzat a partir de xarol, pell girada i fins i tot pell de cocodril i de pitó.
El horsebit començà a formar part del vocabulari de Gucci a partir dels anys 50 quan s'inicià l'època de les bosses de mà de cuir natural amb repunt. Des d'aleshores, el horsebit s'ha utilitzat com a complement metàl·lic, luxosament esbossat en el relleu o imprès en pell girada i vellut, en el patró estampat sobre seda o esculpit en elements d'alta joieria.
El horsebit va tenir un paper imprescindible en la consagració del mocassí Gucci com a disseny clàssic atemporal. La brida es va introduir com a element decoratiu de la flexible i còmoda pell marró o negra dels mocassins masculins de Gucci l'any 1953. En qüestió de pocs anys, va guarnir els peus de tota una elit masculina de Hollywood, com Clark Gable, John Wayne i Fred Astaire i posteriorment, quan l'any 1968 varen aparèixer els models femenins, que esdevingueren els favorits entre les dones més sofisticades que buscaven una comoditat sense perdre el glamour.
L'any 1980, el mocassí horsebit passà a formar part de la col·lecció permanent del Metropolitan Museum of Art de Nova York, i segellà un clàssic de la moda.

### La bossa Stirrup
La bossa Stirrup és un nou clàssic que viatja al passat amb un punt de vista modern. Inspirat en l'icònic model de 1975, la bossa de mà Stirrup té un perfil rígid que disposa d'una construcció rígida artesana que transmeten els valors essencials de Gucci. La confecció d'aquesta peça porta gairebé dos dies de feina a un artesà experimentat.
La forma de la bossa de mà evoca una brida i porta com a acabat una peça en daurat clar a la part davantera. Aquesta exquisida i superba bossa de mà està disponible en diferents materials com ara cocodril, pitó, estruç, etc. Totes les vores estan polides, pentinades i pintades a mà.
És un símbol de la casa, d'artesania i atemporal.

### New Bamboo

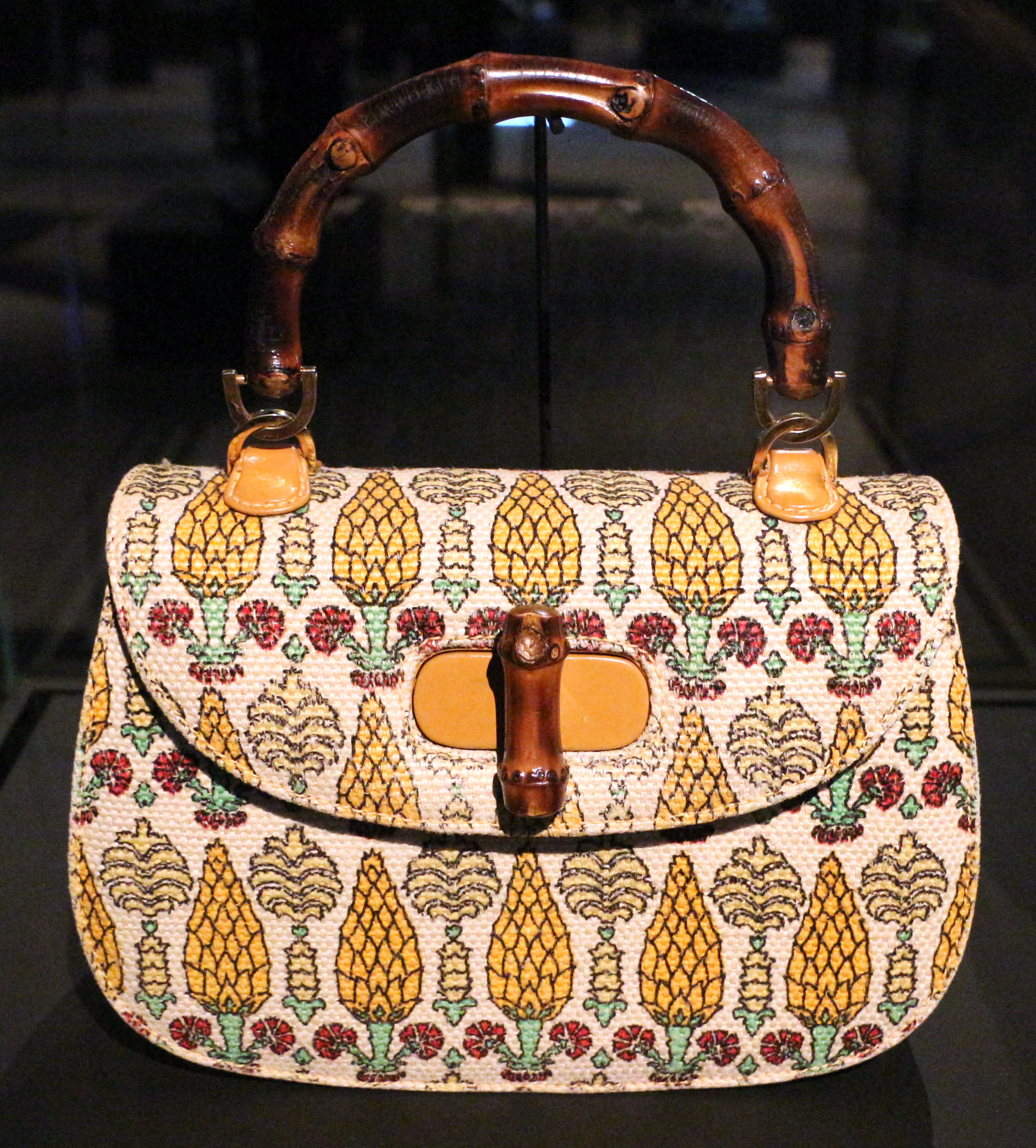
Bossa de mà bamboo de la dècada de 1960

New Bamboo és una reinterpretació actual d'una de les bosses icòniques de Gucci, on es barreja la tradició amb la innovació de l'alta tecnologia i la història de les últimes tendències.
La peça original fou confeccionada amb pell de pècari amb una nansa de bambú l'any 1947, i el disseny esdevingué un exemple icònic de l'artesania de Gucci.
Al llarg dels anys cinquanta i seixanta nombrosos famosos internacionals portaven la bossa Bamboo, que es convertí en una de les creacions més estimades i desitjades de Gucci. La bossa es presenta actualment en la seva mida original així com en una mida superior i per primera vegada incorpora un gran detall metàl·lic, de níquel, que li dona un caire més elegant. Posteriorment se li va afegir una segona nansa amb base trenada que aporta a la bossa de mà un toc més sexy. També presenta noves decoracions complementàries.

### El new Jackie
Creat a finals de la dècada de 190, la bossa "Jackie O" és un clàssic immediatament reconegut per les seves formes arrodonides i el tancament amb botó. El model va rebre el nom originàriament en honor de Jacqueline Kennedy Onassis, després de ser fotografiada diverses vegades lluint la bossa de mà quan treballava com a assessora editorial a Doubleday. El clàssic de Gucci l'acompanyava sempre i es va revelar com un accessori perfecte per a la dona treballadora que buscava comoditat i classe.
Dècades més tard, aquest clàssic, pràctic i ple d'estil, va adoptar un nou caire contemporani després d'injectar-li una identitat d'elegància moderna. La versió actual està sobredimensionada amb una atractiva forma que incorpora també el símbol de Gucci i l'exquisida artesania de la Casa. La bossa es fabrica a mà a Itàlia i requereix un mínim de set i un màxim de tretze hores de feina, depenent del material. Aquesta peça inclou detalls i bambú, i té influències eqüestres com el cuir amb repunt, el mateix que s'utilitza per a les selles de muntar a cavall.

## Solidaritat
Gucci és una empresa molt activa en el camp de la solidaritat.
Des del 2005 té una col·laboració especial amb UNICEF, al qual destina un percentatge dels seus ingressos regulars sobre els productes fets i comercialitzats per Unicef i les seves campanyes.
La campanya anual de Gucci a Unicef es destina a l'educació i a la salut, la lluita contra la fam, i a programes de prevenció de la malaltia del VIH de la sida per a orfes i nens afectats a l'Àfrica subsahariana.
En cinc anys, Gucci va donar a Unicef prop de cinc milions i mig d'euros, a més de ser distingida com la companyia que ha donat més suport a una sèrie de projectes importants com ara la iniciativa "Escoles per a Àfrica" del 2004, promoguda per Unicef, la Fundació Nelson Mandela i la societat d'Hamburg.

## Curiositats
- El 1998, Gucci va ser citat en el Llibre Guinness dels rècords com el creador del parell de pantalons, els "geni Jeans", més cars del món. Aquests texans, esquinçats i decorats amb peces de roba florals, es van posar a la venda a la botiga de Milà per un preu de 3.143 dòlars, poc més de 2.400 euros (més tard, el preu va ser superat l'any 2005 quan un col·leccionista japonès anònim es va apoderar dels texans per l'aniversari de Levi Strauss 115° & Co. per 60.000 dòlars).

- El 2007, el cantant de rap nord-americà Soulja Boy va dedicar una cançó a la roba de Gucci, Gucci Bandana.

- El 2008, la directora artística Frida Giannini va escollir la cantant de Barbados, Rihanna, per presentar la seva línia de tardor.

- L'any 2011, l'empresa va canviar la gestió de la seva botiga a la Xina a causa d'un presumpte assetjament contra els empleats, que van emprendre una causa col·lectiva.